# Рагби клуб Рад
Рагби клуб Рад је рагби јунион клуб из Београда.

## Историја

### Оснивање и почеци
Група рагби ентузијаста, предвођена Бошком Стругаром, на оснивачкој скупштини, 8. децембра 1996. године основала је рагби клуб Победник. Почетак будућег југословенског и српског шампиона није био нимало лак. Није било терена, клупских просторија, материјалних средстава која би пратила велику жељу оснивача да се клуб упише у анале српског рагбија. Ипак, упорност, велика љубав, воља и неуморно тренирање убрзо су дали резултате. У спортском центру Кошутњак тренирали су будући шампиони, а убрзо су створене све такмичарске категорије. Талентом и трудом многи чланови рагби клуба Победник убрзо су се изборили и за кључна места у репрезентацији. Од момента оснивања сви чланови помагали су развој клуба, а највећу захвалност, рагби клуб Победник дугује играчима који су у њега уложили све време, напоре, наде, па и новац. У најтежим данима за клуб плаћали су чланарину како би Победник могао да опстане, сами куповали опрему, лопте и финансирали путовања.

## Такмичења
У сезони 1997/1998 Победник се укључио у активно такмичење и већ те године стигао до плеј-офа. Прва утакмица завршена је тријумфом, после победе над већ реномираним клубом КБРК (Краљевски Београдски Рагби Клуб ). Те, прве сезоне, рагби клуб Партизан понео је титулу шампиона, али 2000. године у неизвесном и узбудљивом мечу Партизан је остао у сенци Победника, новог шампиона Државе. Друга титула долази одмах за првом, већ следеће 2001. године, а затим су уследиле године кризе, наиме неколицина играча је прешла у РК Борац из Раковице, док су готово сви квалитетнији играчи напустили Победник и прешли у најтрофејни рагби клуб на овим РК Партизан, па се сениорски погон Победника практично распао. Ипак Бошко Стругар, један од оснивач РК Победник наставио је да ради као тренер са млађим категоријама.
2005. године Стругар је одржао састанак са Марком Капором, Миланом Растовцем и Јерком Лабусом, тројицом најзначајних играча који су били део Победника када је истоимени клуб освојио до тада две једине титуле. Стругар је искусним рагбистима објаснио да у Победнику има талентованих младића који би уз њихову помоћ могли да остваре значајне резултате. Капор, Растовац и Лабус су пристали и вратили се у Победник. Спој младости и искуства очекивано је донео одличне резултате, па је Победник освојио пет титула за редом у сезонама 2006/2007. 2007/2008 2008/2009 2009/2010 2010/2011 Победник је такође освојио два национална купа 2006. и 2009. године, док је три пута освојио друго место у регионалној лиги у рагбију која је формирана 2007. Иначе три представника у овој регионалној лиги имају Србија, Словенија и Мађарска, две рагби екипе долазе из Хрватске, а учесници су још и шампион БиХ и освајач бугарског првенства у рагбију. У децембру 2014. Победник је променио назив у Рад.

#### Информације о клубу
Стадион
ФК Рад и рагби клуб Победник су у пријатељским односима, па Победник своје домаће утакмице игра на стадиону Краљ Петар Први на Бањици у Београду. Капацитет стадиона је 6.000 места.
Спонзор
Генерални спонзор рагби клуба Победник је спортска кладионица "Mozzart".
Ривалства
Највећа ривалства Победник, када су у питању домаћи тимови, гаји са Партизаном и КБРК-ом, док су на регионалном нивоу, најзанимљивији мечеви са убедљиво највећим рагби клубом на простору бивше Југославије, а то је РК Нада из Сплита.

## Успеси
| Такмичење                    | Такмичење                 | Број                      | Година                                                                           |                           |                           |
| Национално првенство - 12    | Национално првенство - 12 | Национално првенство - 12 | Национално првенство - 12                                                        | Национално првенство - 12 | Национално првенство - 12 |
| ---------------------------- | ------------------------- | ------------------------- | -------------------------------------------------------------------------------- | ------------------------- | ------------------------- |
| Првенство СРЈ / СЦГ          | Првак                     | 2                         | 1999/00, 2000/01.                                                                |                           |                           |
| Првенство СРЈ / СЦГ          | Други                     | ?                         |                                                                                  |                           |                           |
| Првенство Србије             | Првак                     | 10                        | 2006/07, 2007/08, 2008/09, 2009/10, 2010/11, 2011/12, 2012/13, 2017, 2022, 2023. |                           |                           |
| Првенство Србије             | Други                     | 5                         | 2015, 2018, 2019, 2020, 2021.                                                    |                           |                           |
| Национални куп - 9           |                           |                           |                                                                                  |                           |                           |
| Куп СРЈ / СЦГ                | Победник                  | 1                         | 2006.                                                                            |                           |                           |
| Куп СРЈ / СЦГ                | Финалиста                 | 0                         | /                                                                                |                           |                           |
| Куп Србије                   | Победник                  | 8                         | 2009, 2012, 2013, 2017, 2018, 2020, 2022, 2023.                                  |                           |                           |
| Куп Србије                   | Финалиста                 | 1                         | 2010.                                                                            |                           |                           |
| Остала национална такмичења  |                           |                           |                                                                                  |                           |                           |
| Првенство Србије у рагбију 7 | Првак                     | 11                        | 2000, 2001, 2006, 2008, 2009, 2010, 2011, 2012, 2020, 2022, 2023.                |                           |                           |
| Првенство Србије у рагбију 7 | Други                     | ?                         |                                                                                  |                           |                           |
| Регионална такмичења         |                           |                           |                                                                                  |                           |                           |
| Регионална рагби лига        | Првак                     | 0                         | /                                                                                |                           |                           |
| Регионална рагби лига        | Финалиста                 | 4                         | 2007/08, 2008/09, 2010/11, 2011/12.                                              |                           |                           |

## Састав
Први тим
| Играч                               | Позиција               |
| ----------------------------------- | ---------------------- |
| Немања Симоновић                    | Талонер                |
| Богдан Познановић                   | Талонер                |
| Бранко Капор                        | Стуб                   |
| Предраг Вранеш                      | Стуб                   |
| Владимир Ђукић                      | Стуб                   |
| Душан Марковић                      | Стуб                   |
| Данијел Септеу                      | Стуб                   |
| Марко Вуковић                       | Друга линија           |
| Срђан Николић                       | Друга линија           |
| Стеван Илијашевић                   | Друга линија           |
| Данило Булатовић                    | Друга линија           |
| Небојша Јовановић                   | Друга линија           |
| Бранимир Петровић                   | Друга линија           |
| Стефан Драгутиновић                 | Друга линија           |
| Горан Вуковић                       | Крилни у трећој линији |
| Новица Миовчић                      | Крилни у трећој линији |
| Марко Ристић                        | Крилни у трећој линији |
| Ален Ћосовић                        | Крилни у трећој линији |
| Боривоје Денчић                     | Крилни у трећој линији |
| Милан Растовац (тренер - играч )    | Чеп                    |
| Јерко Лабус                         | Чеп                    |
| Милош Видовић                       | Чеп                    |
| Никола Симоновић                    | Деми                   |
| Милан Митровић                      | Деми                   |
| Јован Стругар                       | Деми                   |
| Марко Капор (капитен )              | Отварач                |
| Стефан Пирковић                     | Отварач                |
| Владимир Пузовић                    | Отварач                |
| Владимир Радуловић                  | Центар                 |
| Иван Пирковић                       | Центар                 |
| Миладин Живанов (заменик капитена ) | Крило                  |
| Никола Родић                        | Крило                  |
| Војислав Станковић                  | Крило                  |
| Данило Бућан                        | Крило                  |
| Петар Бућан                         | Крило                  |
| Ненад Тодоровић                     | Крило                  |
| Предраг Тодоровић                   | Крило                  |
| Предраг Марковић                    | Крило                  |
| Сретен Костић                       | Крило                  |
| Урош Јончић                         | Крило                  |
| Урош Бабић                          | Крило                  |
| Милан Орловић                       | Аријер                 |

## Индивидуални успеси
Интернационална каријера
Неколицина играча овог клуба, успела је да оде у иностранство и игра рагби за бројне европске клубове. Иван Пирковић је играо у енлеском Бристолу, Данило Булатовић у пољској Јуневији Краков, а Јерко Лабус је наступао за шпански рагби клуб Тарагона.
| Играчи који су одиграли највише утакмица |               |
| Име и презиме                            | Број утакмица |
| Марко Капор                              | 113           |
| Милан Растовац                           | 105           |
| Горан Вуковић                            | 102           |
| Бранко Капор                             | 95            |
| Јерко Лабус                              | 91            |

| Играчи који су постигли највише поена |            |
| Име и презиме                         | Број поена |
| Марко Капор                           | 543        |
| Милан Растовац                        | 423        |
| Влада Јелић                           | 285        |
| Владимир Радуловић                    | 162        |
| Давор Посркача                        | 120        |